# Woody Schoch
Pour les articles homonymes, voir Schoch.
Woody Schoch, né le 10 octobre 1969, est un coureur de fond suisse spécialisé en course en montagne. Il a remporté la médaille de bronze sur le parcours court lors du Trophée mondial de course en montagne 1991. Il a également remporté trois titres de Champion suisse de course en montagne.

## Biographie
Il remporte le titre de champion du monde junior de course montagne 1988.
Il décroche son premier titre de champion suisse en 1991 à Wolfenschiessen.
Lors du Trophée mondial de course en montagne 1991 sur le parcours court, il termine 3e au classement individuel et remporte la médaille d'or au classement par équipes avec Marius Hasler et Renatus Birrer,.
Après 1995, il met sa carrière sportive entre parenthèses pour se consacrer à son travail et à sa famille.
Il effectue son retour à la compétition en 2010. Il termine 5e du marathon de Lucerne qu'il remporte l'année suivante. Il remporte également le Swiss Alpine Marathon K21.
En 2012, il remporte la Zugspitz Extremberglauf à 30 secondes du record de Martin Cox et termine 3e du marathon de la Jungfrau. Il remporte son 3e titre de champion suisse de course en montagne à 42 ans.

## Palmarès

### Course en montagne
| no  | masculin           | Course                                                 | Longueur | Départ           | Temps           |
| --- | ------------------ | ------------------------------------------------------ | -------- | ---------------- | --------------- |
| 2e  | Médaille d'argent  | Course de montagne du Danis                            | 10,4 km  | 9 juillet 1989   | 43 min 18 s     |
| 2e  | Médaille d'argent  | Course de montagne du Danis                            | 10,4 km  | 7 juillet 1991   | 42 min 0 s      |
| 1re | Médaille d'or      | Championnats suisses de course en montagne             | 11 km    | 14 juillet 1991  | 58 min 20 s     |
| 3e  | Médaille de bronze | Trophée mondial de course en montagne - Parcours court | 11,3 km  | 8 septembre 1991 | 55 min 2 s      |
| 2e  | Médaille d'argent  | Championnats suisses de course en montagne             | 11,9 km  | 5 juillet 1992   | 57 min 20 s     |
| 3e  | Médaille de bronze | Course de montagne du Danis                            | 10,4 km  | 12 juillet 1992  | 41 min 17 s     |
| 1re | Médaille d'or      | Course du Cervin                                       | 12 km    | 29 août 1993     | 57 min 43 s     |
| 2e  | Médaille d'argent  | Course du Glacier                                      | 17 km    | 3 juillet 1994   | 1 h 13 min 40 s |
| 1re | Médaille d'or      | Championnats suisses de course en montagne             | 12,3 km  | 10 juillet 1994  | 55 min 26 s     |
| 1re | Médaille d'or      | Course du Glacier                                      | 17 km    | 2 juillet 1995   | 1 h 6 min 39 s  |
| 2e  | Médaille d'argent  | Challenge Stellina                                     | 14,4 km  | 23 août 1998     | 1 h 21 min 28 s |
| 2e  | Médaille d'argent  | Course du Cervin                                       | 12 km    | 30 août 1998     | 58 min 44 s     |
| 1re | Médaille d'or      | Swiss Alpine Marathon K21                              | 22,3 km  | 30 juillet 2011  | 1 h 29 min 44 s |
| 1re | Médaille d'or      | Championnats suisses de course en montagne             | 11,5 km  | 23 juin 2012     | 1 h 12 min 43 s |
| 1re | Médaille d'or      | Zugspitz Extremberglauf                                | 17,9 km  | 18 juillet 2012  | 2 h 3 min 32 s  |

### Route
| Année | Compétition         | Lieu    | Place | Épreuve  | Performance     |
| ----- | ------------------- | ------- | ----- | -------- | --------------- |
| 2010  | Marathon de Lucerne | Lucerne | 5e    | Marathon | 2 h 39 min 38 s |
| 2011  | Marathon de Lucerne | Lucerne | 1er   | Marathon | 2 h 32 min 8 s  |